# Oriol-Izumrud
Oriol-Izumrud (del ruso: Орёл-Изумруд) es un seló del distrito de Ádler de la unidad municipal de la ciudad-balneario de Sochi, en el krai de Krasnodar de Rusia, en el sur del país (Cáucaso occidental). Está situado en la confluencia de los ríos Bolshaya Jerota y Málaya Jerota, 21 km al sureste de Sochi y 191 km al sureste de Krasnodar. La costa nororiental del mar Negro se encuentra a unos 2.5 km al suroeste. Tenía 5.726 habitantes en 2010.
Pertenece al municipio rural Moldovski.

## Demografía
| 2002  | 2010  |
| ----- | ----- |
| 4 555 | 5 726 |

### Composición étnica
De los 4.555 habitantes que tenía en 2002, el 76.1 % era de etnia rusa, el 13 % era de etnia armenia, el 3.2 % era de etnia ucraniana, el 1.4 % era de etnia griega, el 0.6 % era de etnia tártara, el 0.5 % era de etnia abjasa, el 0.5 % era de etnia bielorrusa,  el 0.3 % era de etnia abjasa, el 0.2 % era de etnia alemana y el 0.1 % era de etnia adigué.

## Economía y transporte
En la localidad se hallan las instalaciones industriales del un sovjós de té.
A 2 km de Oriol-Izumrud se hallan la estación de Ádler, el aeropuerto internacional de Sochi y la carretera M27.